# Bohème de Christiania

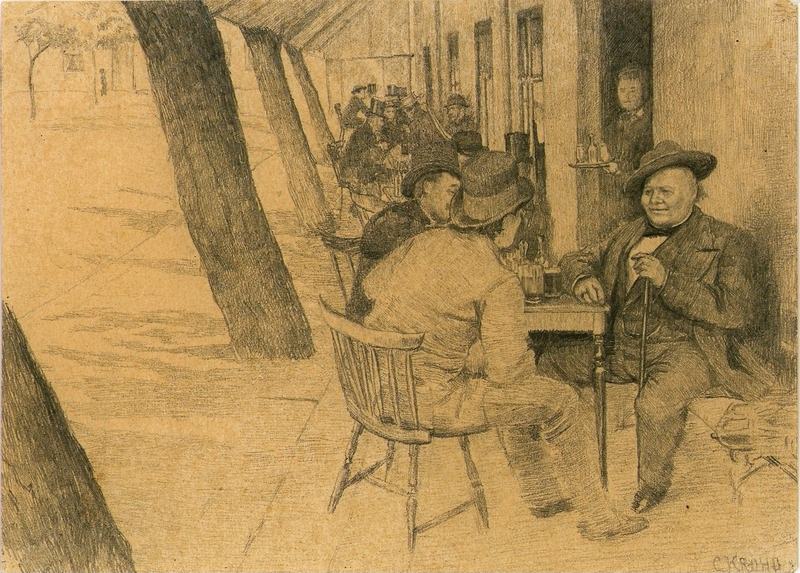
Johannes Brun, Hans Jæger et Hjalmar Hammer au café, par Christian Krohg

La Bohème de Christiania (Kristianiabohemen ou Kristiania-bohemen, en norvégien) est un mouvement politique et culturel norvégien des années 1880. Christiania est l'ancien nom d'Oslo, l'actuelle capitale de la Norvège.
Les bohémiens de Christiania sont des peintres ou des écrivains naturalistes. La figure centrale du mouvement est Hans Jæger, à qui on attribue souvent la rédaction d'un manifeste, Les Neuf commandements de la Bohème de Christiania. Parmi les autres membres proéminents, on compte Christian Krohg, Oda Krohg, Jon Flatabø, Haakon Nyhuus et Nils Johan Schjander. D'autres auteurs y sont parfois plus ou moins associés, tel Arne Garborg. Ces artistes, qui ont été au centre de plusieurs scandales, s'insurgeaient contre l'hypocrisie bourgeoise de leur temps. Jæger était penseur anarchiste et féministe qui prônait la liberté sexuelle. Christian Krohg, en plus de la peinture, est auteur d'un roman important, Albertine, qui raconte la spirale vers la prostitution d'une couturière désargentée. Son épouse Oda, peintre également, a fait scandale en son temps pour la liberté de ses mœurs, elle a notamment été l'amante de Hans Jaeger, Jappe Nilssen et Gunnar Heiberg.
Edvard Munch, ami de Jæger, a exécuté plusieurs peintures et dessins montrant les artistes de la Bohème de Christiania.

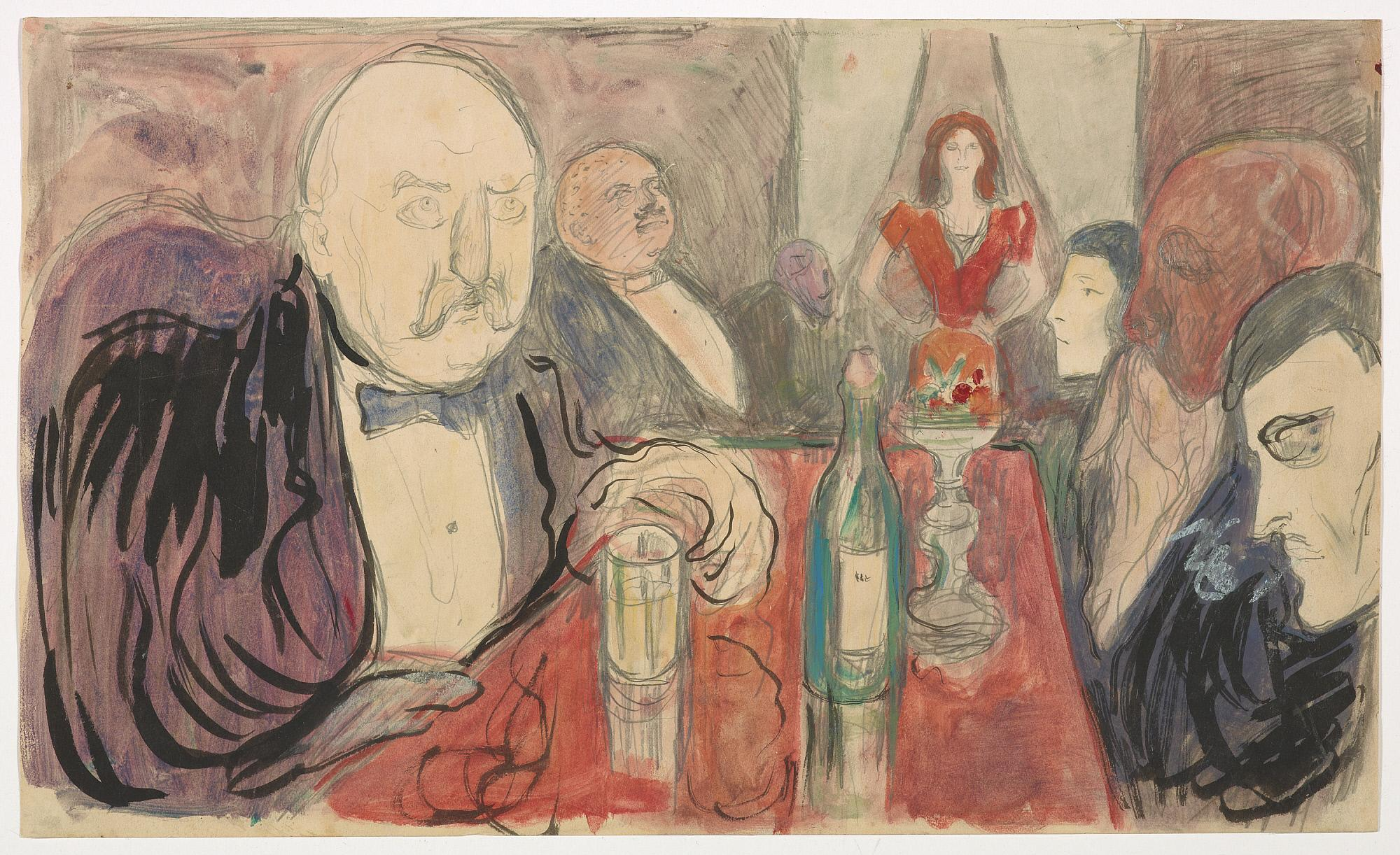
Kristiania-boheme II, aquarelle d'Edvard Munch (1895), représentant Oda Krohg, son premier époux Jørgen Engelhart et son second, Christian Krohg, dans un café à Paris.

## les Neuf commandements de la Bohème de Christiania
Publié dans la revue Impressionisten en 1889, ce texte a longtemps attribué à Hans Jæger, ce texte est peut-être un texte parodique écrit par Johan Collett Michelsen, et le couple Christian et Oda Krogh, qui étaient alors fâchés avec Jæger
 :
1. Tu dois écrire ta propre vie. 2. Tes racines familiales tu trancheras. 3. Tes géniteurs jamais assez ne tu maltraiteras. 4. Ton prochain jamais pour moins de cinq couronnes tu ne frapperas. 5. Tous les paysans du style Bjørnstjerne Bjørnson, Kristoffer Kristoffersen et Kolbenstvedt tu haïras et mépriseras. 6. Des manchettes en celluloïd jamais tu ne porteras. 7. Au Kristiania-Théâtre de faire scandale jamais tu ne manqueras. 8. De rien jamais tu ne te repentiras. 9. Tu te suicideras 